# Martina Lang
Martina Lang (* etwa 1969) ist eine ehemalige deutsche Triathletin.

## Werdegang
Die Systemanalytikerin Martina Lang startete für das StartNet-Team DSW 12 aus Darmstadt und war vorwiegend auf der Ironman-Langdistanz (3,8 km Schwimmen, 180 km Radfahren und 42,195 km Laufen) aktiv.
2004 legte sie eine Babypause ein. Im Juni 2005 wurde sie Dritte beim Kraichgau Triathlon auf der Langdistanz (2,5 Schwimmen, 110 km Radfahren und 21 km Laufen). Seit 2005 tritt sie nicht mehr international in Erscheinung.
Martina Lang lebt mit einem Sohn und einer Tochter in Kelkheim-Münster.

## Sportliche Erfolge
| Datum/Jahr    | Rang | Wettbewerb                    | Austragungsort | Zeit     | Bemerkung                                                                   |
| ------------- | ---- | ----------------------------- | -------------- | -------- | --------------------------------------------------------------------------- |
| 23. Juni 2018 | 10   | Edersee Triathlon             | Waldeck        | 02:47:43 | 1,5 km Schwimmen, 42 km Radfahren und 10 km Laufen                          |
| 17. Juni 2015 | 6    | Woogsprint Triathlon          | Darmstadt      | 01:16:08 | 750 m Schwimmen, 20 km Radfahren und 5 km Laufen                            |
| 2008          | 3    | 21. Pressather Volkstriathlon | Pressath       | 01:32:44 | Oberpfalzmeisterschaften (500 m Schwimmen, 25 km Radfahren und 6 km Laufen) |
| 5. Juni 2005  | 3    | Kraichgau Triathlon           | Bad Schönborn  | 06:07:30 | 2,5 Schwimmen, 110 km Radfahren und 21 km Laufen                            |
| 31. Aug. 2003 | 12   | Half Ironman UK               | Sherborne      | 04:43:20 | [ 5 ]                                                                       |

| Datum/Jahr    | Rang | Wettbewerb          | Austragungsort | Zeit     | Bemerkung                                                                                  |
| ------------- | ---- | ------------------- | -------------- | -------- | ------------------------------------------------------------------------------------------ |
| 17. Juli 2005 | 3    | Ironman Switzerland | Zürich         | 10:02:11 | [ 6 ]                                                                                      |
| 13. Juli 2003 | 6    | Ironman Germany     | Frankfurt      | 09:53:22 | mit persönlicher Bestzeit auf der Langdistanz                                              |
| 25. Aug. 2002 | 7    | Ironman Korea       | Sokcho         | 10:14:53 | [ 8 ]                                                                                      |
| 12. Mai 2002  | 3    | Ironman Japan       | Gotō-Inseln    | 10:08:54 | dritter Rang hinter der Siegerin Paula Newby-Fraser                                        |
| 15. Juli 2001 | 8    | Ironman Europe      | Roth           | 10:01:06 |                                                                                            |
| 2000          | 10   | Ironman Europe      | Roth           | 09:57:53 | [ 10 ]                                                                                     |
| 1999          |      | Ironman Hawaii      | Hawaii         | 10:28:54 | 3. Rang Altersklasse (AK 30–34)                                                            |
| 1999          | 9    | Ironman Europe      | Roth           |          |                                                                                            |
| 1998          |      | Ironman Hawaii      | Hawaii         | 11:22:02 |                                                                                            |
| 30. Aug. 1999 | 6    | Ironman Canada      | Penticton      | 10:25:50 | bei einem der ältesten Ironman-Bewerbe in British Columbia hinter der Siegerin Lori Bowden |
| 12. Juli 1999 | 7    | Ironman Europe      | Roth           | 10:02:37 |                                                                                            |
| 1997          |      | Ironman Europe      | Roth           |          | 2. Rang AK (3,8 km Schwimmen, 180 km Radfahren und 42,195 km Laufen)                       |
| 1996          |      | Ironman Hawaii      | Hawaii         | 11:27:36 |                                                                                            |

| Datum/Jahr | Rang | Wettbewerb             | Austragungsort | Zeit     | Bemerkung |
| ---------- | ---- | ---------------------- | -------------- | -------- | --- |
| 2002       | 4    | Club La Santa Duathlon | Lanzarote      | 01:03:14 | hinter der Siegerin Nina Kraft, der Dänin Charlotte Kolters und der Dritten Ute Mückel (3 km Laufen, 20 km Radfahren und 3 km Laufen) |

(DNF – Did Not Finish)